# Allotrichoma bifidum
Allotrichoma bifidum är en tvåvingeart som beskrevs av Papp 1974. Allotrichoma bifidum ingår i släktet Allotrichoma och familjen vattenflugor. Inga underarter finns listade i Catalogue of Life.